# Pepe-Hillo
José Delgado Guerra, més conegut com a «Pepe-Hillo» (Sevilla, 14 de març de 1754 - Madrid, 11 de maig de 1801), va ser un torero espanyol. És considerat al costat de «Costillares» (de qui va ser deixeble) i Pedro Romero (amb qui va tenir una coneguda rivalidad) com un dels que van fixar les regles i l'estil de la corrida de toros.

## Biografia

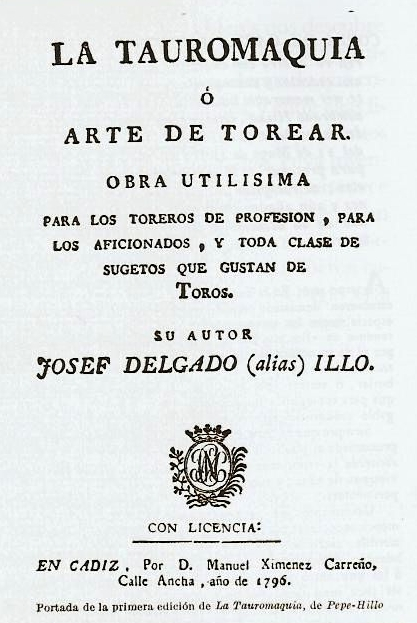
Portada de la primera edició de la Tauromàquia de Pepe-Hillo (1796)

Va néixer el 1754 a Sevilla. Se li ha descrit com d'estil fràgil, sensual i com a gran torero. Va adornar el seu toreig amb tota classe de sorts i filigranes, conformant un estil, inspirat en el del seu mestre, que es coneixerà com a «escola sevillana». És considerat un dels primers toreros estilistes. També se suposa que és l'inventor del pase de capa, que va qualificar de «mas interesante e sumamente sencilla» (més interessant i summament senzilla) i que va nomenar Aragonesa. Es creu que va debutar cap a 1769 i va rebre l'alternativa el 1774, a Màlaga, de mans de Juan Romero.
En 1796 va publicar el tractat de tauromàquia Tauromaquia ó Arte de torear á cabalo y á pie (Tauromàquia o Art de torejar a cavall i a peu, 1796), text important per conèixer l'evolució de la tauromàquia, citat sovint per José María de Cossío en la seva obra Los Toros, tratado técnico e histórico (Els toros, tractar tècnic i històric, 1943). L'obra va ser molt probablement redactada per José de la Tixera, amic del torero.
Es diu que de la seva rivalitat taurina amb Pedro Romero no va sortir sempre molt ben parat. No obstant això, va ser ídol del públic i va lluir la seva gallardia i seducció en els salons de l'aristocràcia que el tractava com un igual.

### Agafada mortal
L'11 de maig de 1801 Pepe-Hillo alternava amb José Romero (germà de Pedro Romero) i Antonio de los Santos a la Plaça de la Corte. Quan entrava a matar el setè toro, anomenat Barbudo, aquest el va fer caure i el va enganxar a terra, imatge immortalitzada en l'últim gravat de la sèrie La tauromàquia de Goya i narrada de forma minuciosa per José de la Tixera en una carta que es va imprimir a Barcelona el 1801.
Segons la seva narració, el toro, de la ganadería de José Gabriel Rodríguez Sanjuán de la localitat salmantina de Peñaranda de Bracamonte, va enganxar al destre amb la banya dreta «pel canó esquerre dels calçons i li va tirar per sobre de l'espatlla a terra, caient cap per amunt». El cop de la caiguda li va fer perdre el sentit, i la contusió va ser suficient per evitar que esquivés o es cobrís almenys de més dany del toro. El toro li va escometre de nou i amb la mateixa banya clavada a la boca de l'estómac el va «aixecar i voltejar», en diferents posicions, durant més d'un minut, trencant-li diversos òrgans i artèries de la cavitat del ventre i pit (intestí gros, estómac, pulmó dret, i el fetge per complet), a més de les vuit costelles i una vèrtebra fracturades, fins que li va deixar anar a terra, immòbil i amb només pocs minuts ja de vida, mentrestant a la resta de toreros van acabar amb el toro, moribund també.
Aquesta segona part de l'agafada va ser representada en altres dos gravats inèdits de Goya de la sèrie esmentada, en els quals es mostra a Pepe-Hillo sacsejat pel toro, penjat de la banya dreta i cap per avall. La fidelitat i exactitud documental d'aquests dos gravats inèdits, unit al fet que representessin la imatge de l'agafada en moments diferents, fa pensar a alguns crítics que Goya va ser testimoni presencial a la plaça.

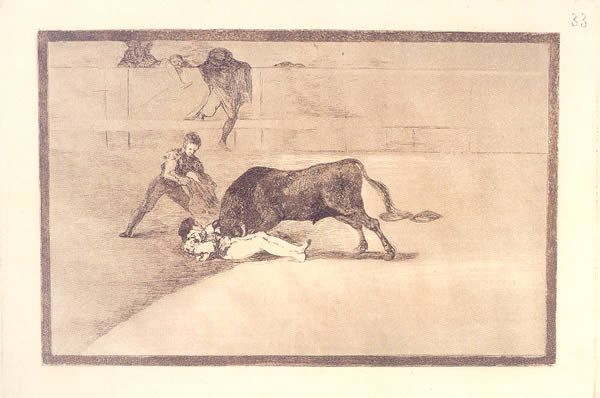
Gravat número 33 de la sèrie La tauromàquia de Goya. Representa el primer moment de l'agafada de Pepe-Hillo, abans que el toro l'elevés per l'aire
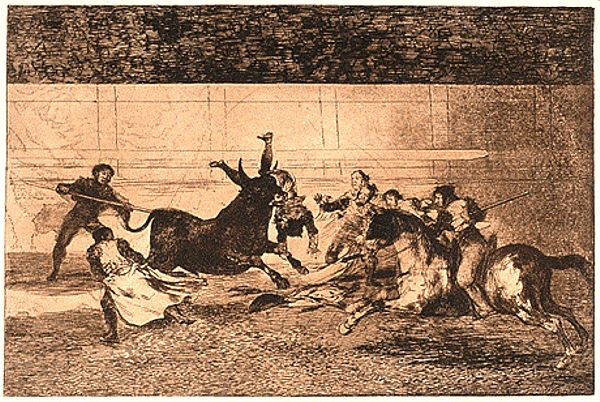
Agafada mortal de Pepe-Hillo a la Plaça de Madrid. El gravat, rebutjat per Goya, representa de manera molt fidel el moment de l'agafada posterior al representat en el gravat 33, amb el destre cap per avall i amb els peus en alt, mentre el picador Juan López carrega contra el toro amb cavall

Va haver-hi a més altres testimonis presencials il·lustres, com la mateixa reina Maria Lluïsa de Parma, que va deixar un impressionant testimoni del fet en una carta enviada a Manuel Godoy. El succés va impressionar als madrilenys i va ser llargament recordat en el món taurí; sens dubte va ajudar a això que hagués tants testimonis gràfics i escrits.